# موبایل‌پی
MobilePay یک برنامه پرداخت تلفن همراه است که توسط دَنسک بانک ساخته شده‌است. این سرویس امکان پرداخت با استفاده از یک برنامه کاربردی تلفن‌های هوشمند را فراهم می‌کند. پس از آنکه دَنسک بانک همکاری خود را با دیگر بانک‌های دانمارکی برای راه حل مشترک قطع کرد، در تاریخ ۷ مه ۲۰۱۳ منتشر شد. این مورد عمدتاً در دانمارک، و همچنین در فنلاند نیز استفاده می‌شود. MobilePay همچنین در نروژ در دسترس بود، اما به دلیل رقابت Vipps در ژانویه ۲۰۱۸ تعطیل شد. MobilePay عضو اتحادیه اروپا سیستم‌های پرداخت تلفن همراه است. با این وجود، MobilePay در جزایر فارو و گرینلند در دسترس نیست.

## توابع
MobilePay برنامه ای برای تلفن‌های دارای سیستم عامل iOS و Android است. با دانلود این برنامه، کاربران باید یک کارت اعتباری و اطلاعات حساب را به شماره تلفن همراه خود وصل کنند. انتقال پول با وارد کردن شماره تلفن همراه که در سیستم ثبت شده‌است انجام می‌شود. سپس مبالغ پول به این حساب منتقل می‌شوند، در حالی که مبلغ آن از کارت اعتباری فرستنده کسر می‌شود. هیچ هزینه ای برای حساب‌های خصوصی MobilePay وجود ندارد.

### امنیت
برنامه توسط یک پین کد چهار رقمی، اثر انگشت یا تشخیص چهره انتخاب شده توسط کاربر محافظت می‌شود. شناسه ورود یا شماره CPR (شماره شناسه ملی) یا NemID یک راه حل مطمئن تر است.

### الزامات
کاربران باید دارای یک تلفن هوشمند اندروید یا آیفون با شماره تلفن دانمارکی، شماره CPR دانمارکی، یک حساب بانکی دانمارکی با کارت و حداقل ۱۳ سال سن داشته باشند. افراد حقیقی فقط می‌توانند یک حساب MobilePay داشته باشند. شرکت‌ها و افرادی که مشاغل تجاری دارند می‌توانند یک حساب کاربری داشته باشند که هزینه آن (در هر تراکنش حدود ۰٫۳۰–۰٫۸۰ DKK) است.